# Autostrada A540 (Niemcy)
Autostrada A540 (niem. Bundesautobahn 540 (BAB 540) także Autobahn 540 (A540)) – autostrada w Niemczech przebiegająca z północy na wschód, łącząca autostradę A46 z drogą B59 stanowiąc jednocześnie południowo-zachodnią obwodnicę Grevenbroich w Nadrenii Północnej-Westfalii.